# Weltmeisterschaften 2029
Als Weltmeisterschaft 2029 oder WM 2029 bezeichnet man folgende Weltmeisterschaften, die im Jahr 2029 geplant sind:
- Alpine Skiweltmeisterschaften 2029
- Eishockey-Weltmeisterschaft der Herren 2029
- Handball-Weltmeisterschaft der Frauen 2029
- Handball-Weltmeisterschaft der Männer 2029
- Nordische Skiweltmeisterschaften 2029
- Rennrodel-Weltmeisterschaften 2029